# Bobsleeën op de Olympische Winterspelen 1924
Bobsleeën is een van de sporten die beoefend werden tijdens de Olympische Winterspelen 1924 in Chamonix-Mont-Blanc, Frankrijk.
Er stond één bobsleeonderdeel op het programma, de bobteams bestonden uit 4 of 5 sporters.

## Heren
| rang   | sporter(s)                                                                        | land     | tijd    |
| ------ | --------------------------------------------------------------------------------- | -------- | ------- |
| Goud   | Eduard Scherrer Alfred Neveu Alfred Schläppi Heinrich Schläppi                    | SUI - I  | 5:45.54 |
| Zilver | Ralph Broome Thomas Arnold Alexander Richardson Rodney Soher                      | GBR - II | 5:48.83 |
| Brons  | Charles Mulder René Mortiaux Paul Van den Broeck Victor Verschueren Henri Willems | BEL - I  | 6:02.29 |
| 4      | André Berg Henri Aldebert Gérard André Jean de Suarez d'Aulan                     | FRA - II | 6:22.95 |
| 5      | William Horton Archibald Crabbe Francis Fairlie George Pim                        | GBR - I  | 6:40.71 |
| 6      | Lodovico Obexer Massimo Fink Paolo Herbert Giuseppe Steiner Aloise Trenker        | ITA - I  | 7:15.41 |
|        | Etienne Legrand Georges Izard Jacques Jany François Legrand                       | FRA - I  | DNF     |
|        | Luigi Tornielli Adolfo Bocchi Leonardo Bonzi Alfredo Spasciani Alfredo Visconti   | ITA - II | DNF     |
|        | Charles Stoffel Alois Faigle Anton Guldener Edmond LaRoche                        | SUI - II | DNF     |